# رقمة عنبية
الرقمة العنبية (باللاتينية: Erodium botrys) نوع نباتي يتبع جنس الرقمة من الفصيلة الغرنوقية.

## الموئل والانتشار
موطنه بلاد الشام والمغرب العربي ومعظم مناطق حوض البحر الأبيض المتوسط وبعض مناطق أوروبا.

## مرادفات للاسم العلمي
- (باللاتينية: Geranium botrys Cav.)